# Dietmannsdorf im Sulmtal

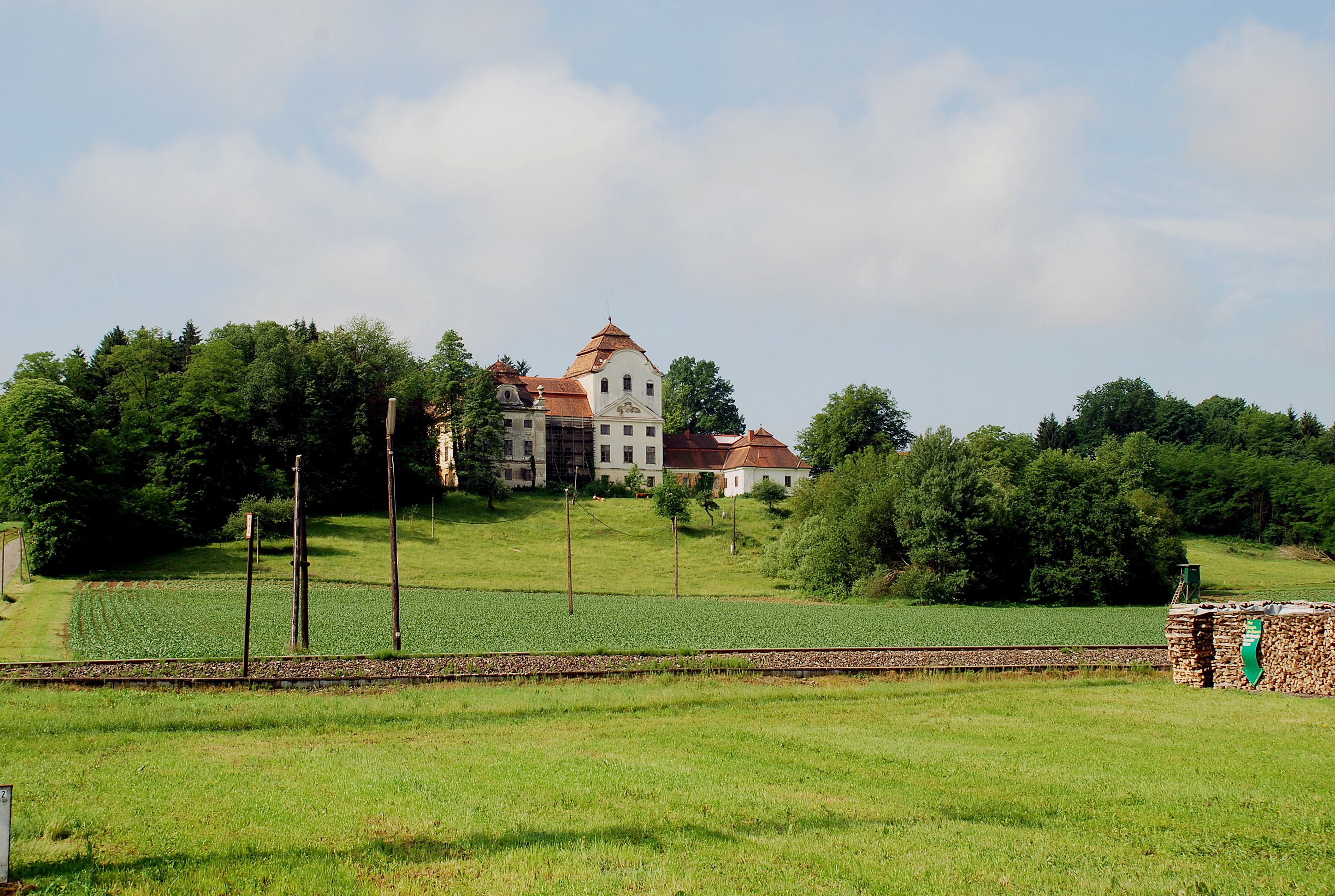
Schloss Welsberg in Dietmannsdorf

Die Ortschaft Dietmannsdorf im Sulmtal bzw. die Katastralgemeinde Dietmannsdorf ist ein Teil der Gemeinde Sankt Martin im Sulmtal im Bezirk Deutschlandsberg, Steiermark.
Dietmannsdorf wird von der Sulm und dem Leibenbach durchflossen und ist umgeben von landwirtschaftlicher Nutzfläche. Mit 210 Einwohnern (1. Jänner 2024) leben in Dietmannsdorf etwa sieben Prozent der Bevölkerung von Sankt Martin.

## Geschichte

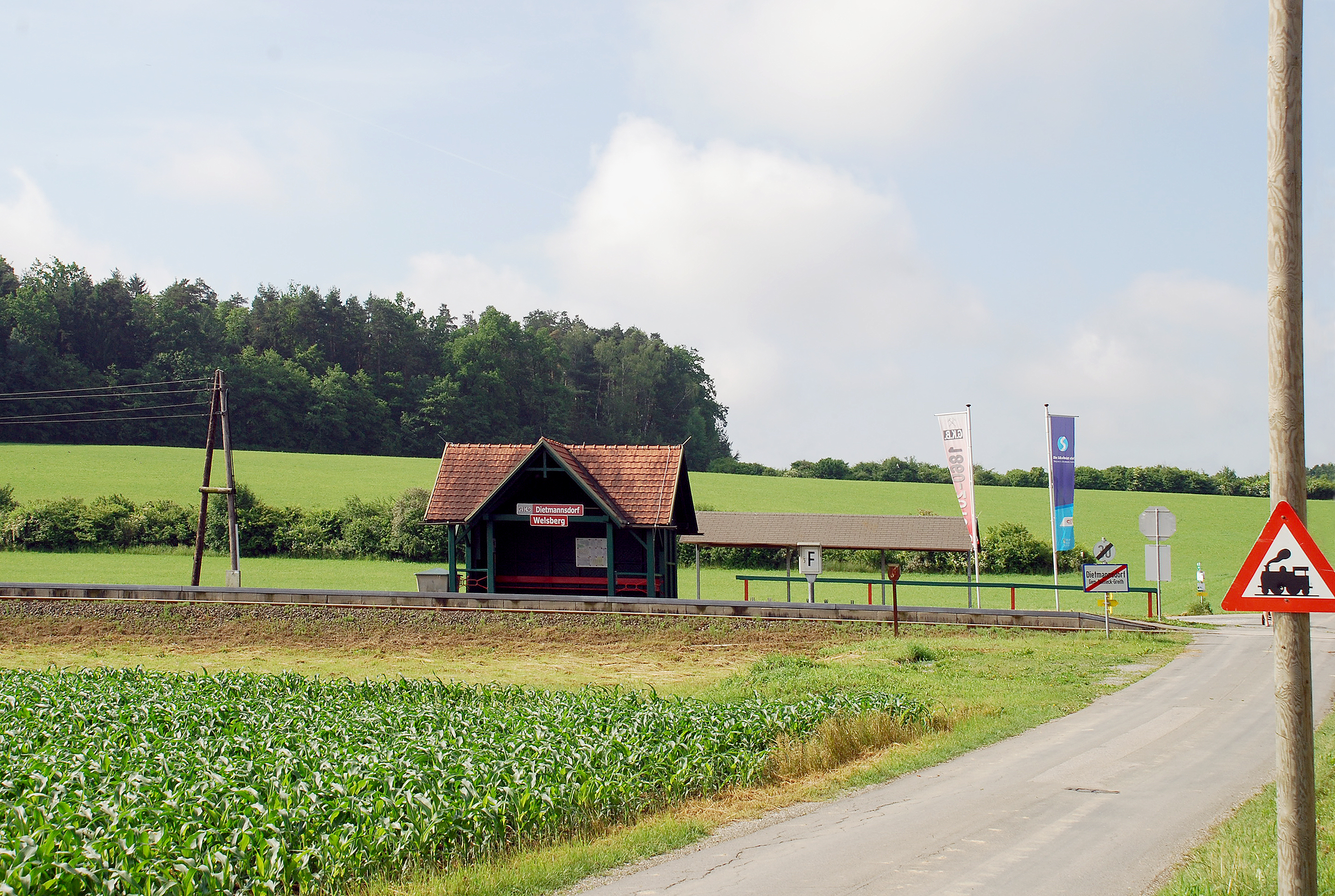
Bahnhaltestelle Dietmannsdorf(-Welsberg)

Bis zum 31. Dezember 1968 war Dietmannsdorf im Sulmtal eine eigenständige Gemeinde. Sie wurde danach Teil der Gemeinde Sulmeck-Greith, die ihrerseits ab 1. Jänner 2015 im Rahmen der Steiermärkischen Gemeindestrukturreform zum Teil der Gemeinde Sankt Martin im Sulmtal wurde.
Der Name der Gemeinde Dietmannsdorf war mit 1. Juni 1951 in Dietmannsdorf im Sulmtal geändert worden.
1868 hatte die Gemeinde (damals „Dittmannsdorf“) 465 Einwohner und eine Fläche von 517 Joch, somit 297,5 ha.

## Infrastruktur
Erschlossen ist Dietmannsdorf durch eine Haltestelle der Wieserbahn auf der GKB-Linie Graz – Lieboch – Wies-Eibiswald (Wieserbahn, Schnellbahnlinie ), eine Autobuslinie (Verbundlinie 769) sowie die Sulmtal Straße B 74.
In Dietmannsdorf gibt es ein Gasthaus, ein Feuerwehrhaus, zwei Brücken, zwei Kapellen sowie mehrere kleine Gewerbebetriebe. Im nördlichen Teil von Dietmannsdorf liegt ein großer Wald mit einigen Jagdrevieren.
Im südlichen Teil von Dietmannsdorf, auf dem „Schlossriegl“, befindet sich das alte, noch bewohnte Schloss Welsberg. Es steht unter Denkmalschutz (Listeneintrag).